# George Brosius

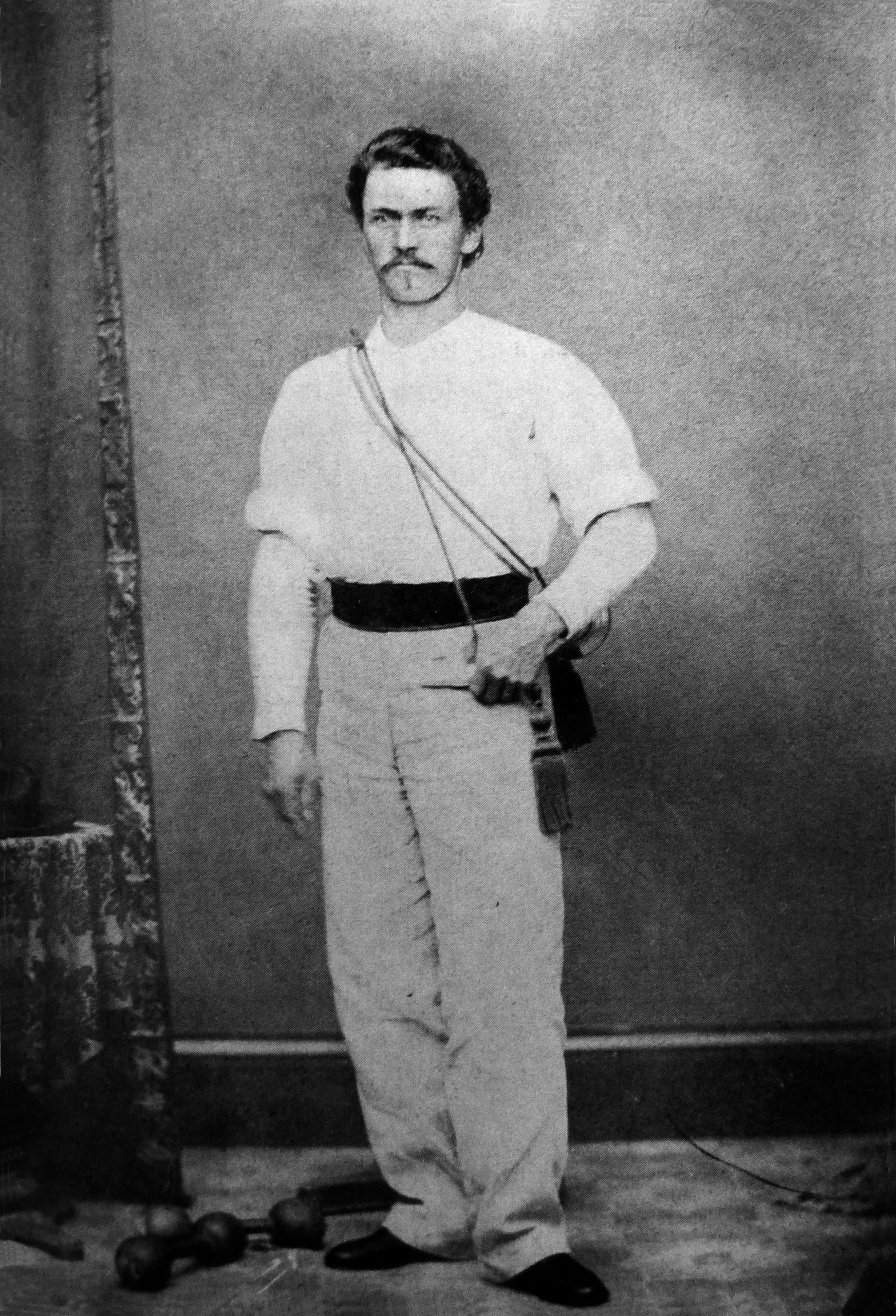
George Brosius (1865)

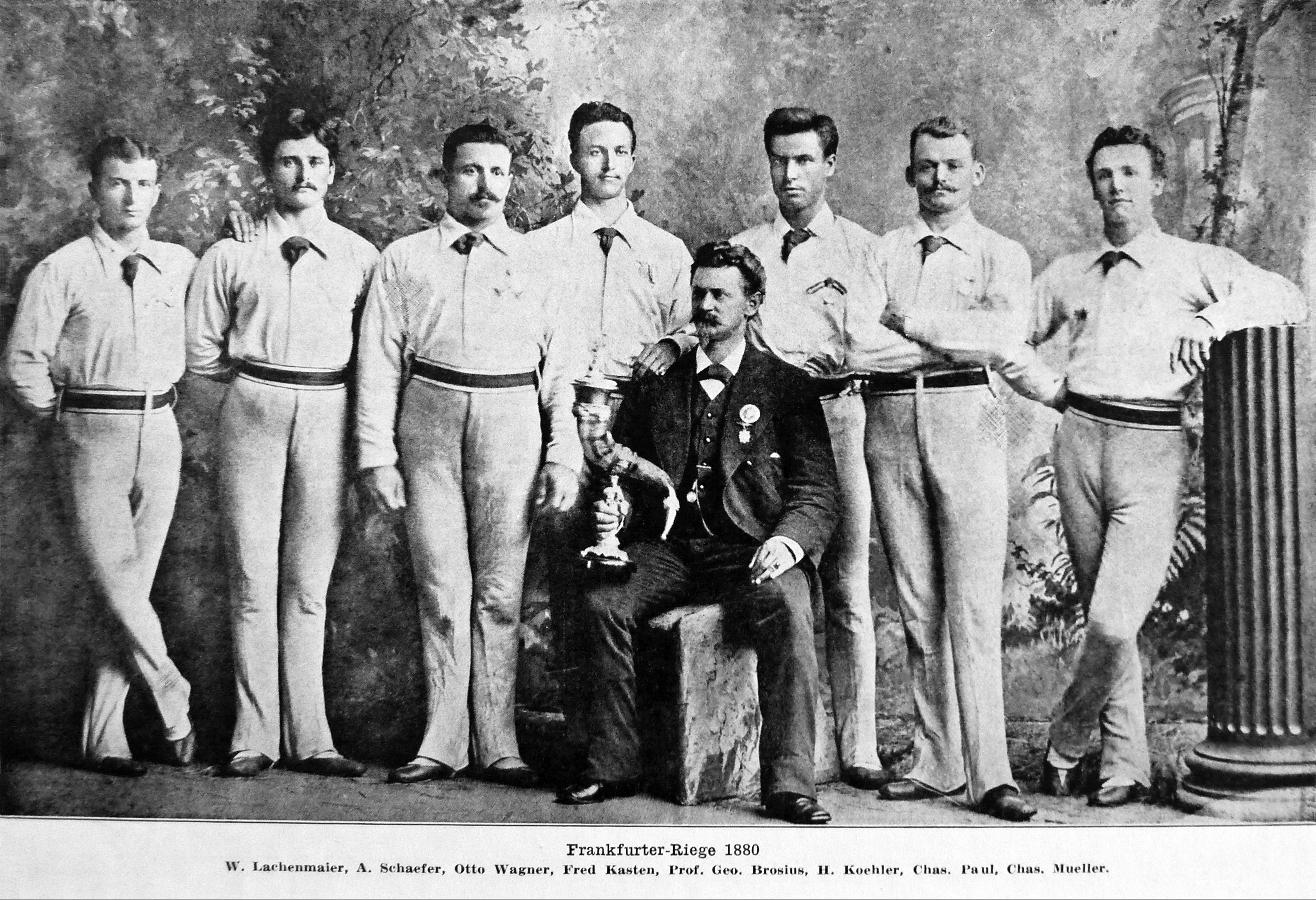
George Brosius mit den erfolgreichen Athleten 1880 (The Frankfurt Squad).

George Brosius (9. September 1839 – 17. März 1920) war ein US-amerikanischer Turnlehrer. Von 1854 bis 1915 war er Trainer im heute noch bestehenden Turnverein Milwaukee Turners und Turnlehrer in Milwaukee, Wisconsin in den USA.

## Leben
George Brosius diente in der Armee der Nordstaaten von 1861 bis 1864 (siehe: Sezessionskrieg). Er unterrichtete Turnen an den öffentlichen Schulen in Milwaukee 1875 und koordinierte und betreut den Unterricht bis 1883. Er war Direktor der American Gymnastic Union's Normal College of Physical Education in Milwaukee 1875–1899. Ein Student von Brosius führte später dessen Trainingsmethoden in der Militärakademie West Point ein, wodurch das körperliche Fitness-Training für die US-Armee wesentlich beeinflusst wurde.
Seinen größten Erfolg als Turnlehrer hatte er, als im Juli 1880 Turner des Milwaukee Turnvereins unter seiner Leitung (Trainer des Ersten Internationalen Amerikanischen Gymnasticteams) fünf Preise in Bewerben anlässlich des V. Allgemeinen Deutschen Turnfestes in Frankfurt gewannen (The Frankfurt Squad: Hermann J. Koehler (2. Preis), Otto Wagner (3. Preis), Anton Schäfer (4. Preis), Wilhelm Lachenmaier, Carl Mueller (5. Preis), Friedrich Kasten, Carl Paul (21. Preis).